# Boutonville
Boutonville is een gehucht in de Waalse gemeente Chimay. Het ligt aan de N99 tussen de stad Chimay en Couvin in de Belgische provincie Henegouwen.

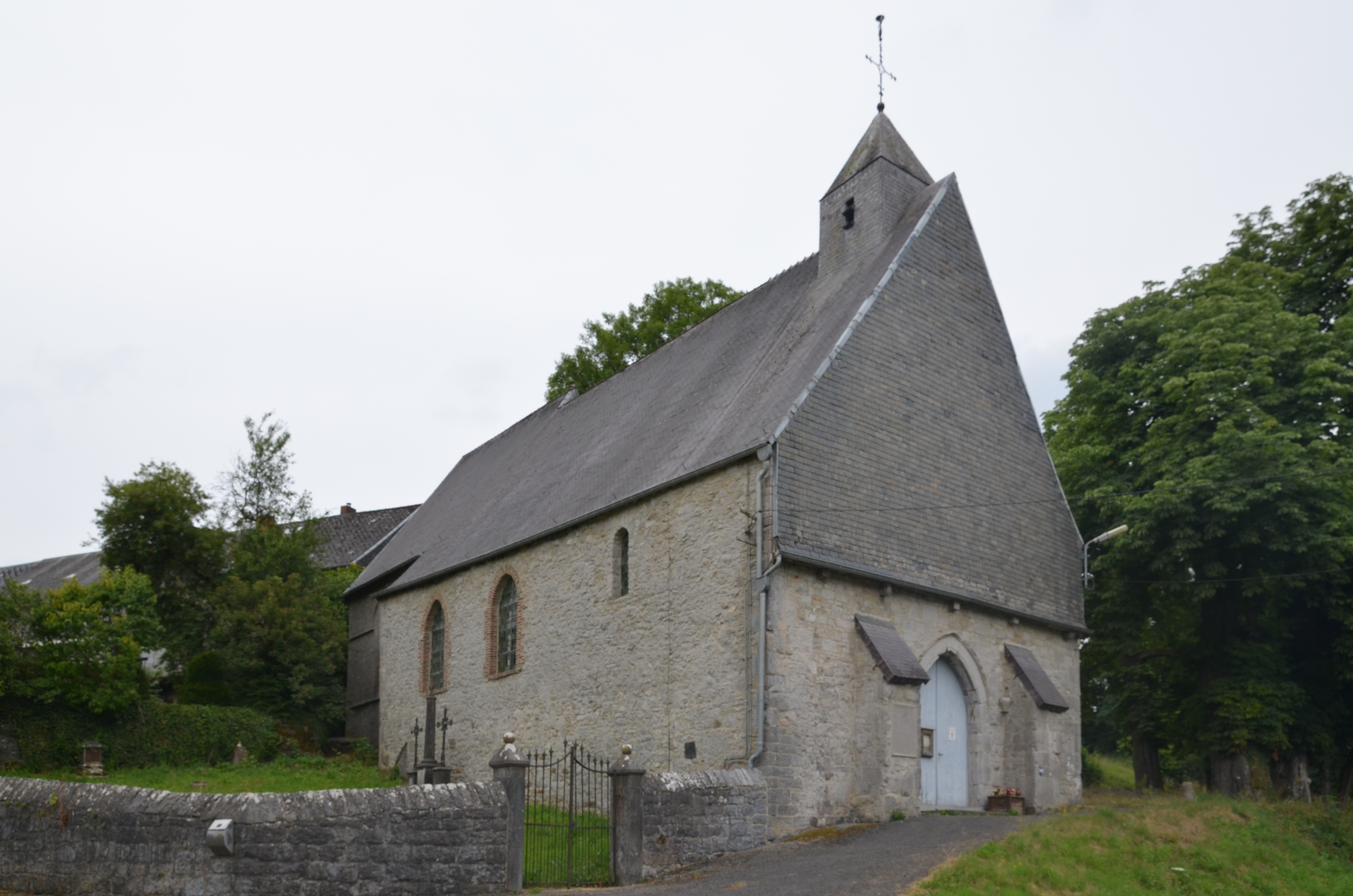
Onze-Lieve-Vrouwekerk van Boutonville